# Lenguas Ka-Togo
Las lenguas ka-Togo constituyen una rama de las lenguas kwa, formada por algo más de media docena de lenguas, habladas principalmente en la región montañosa situada entre Ghana y Togo. Esta agrupación es una de las dos ramas en que Heine (1968) divide las lenguas de las montañas entre Togo y Ghana.

## Clasificación
Las lenguas Ka-Togo son uno de los dos subgrupos en que B. Heine dividió las lenguas kwa de las cordillera que separa Ghana y Togo. En 1912, Bernhard Struck fue el primero en agrupar juntas todas estas lenguas a las que llamó Semibantu von Mitteltogo. Westermann, en su clasificación de las lenguas sudánicas (posteriormente reclasificadas como lenguas Níger-Congo), adoptó para todas estas lenguas el término "cajón-de-sastre" Togorestsprachen, que no era otra cosa que una agrupación geográfico-tipológica no basada en el método comparativo. El primer trabajo que empleó el método comparativo fue llevada a cabo por Bernd Heine (1968) que estableció dos grupos diferentes: el Ka-Togo y el Na-Togo basándose en la forma para 'carne' en estas lenguas. Dakubu y Ford (1988) renombraron al agregado de lenguas Ka-Togo y Na-Togo como lenguas Togo centrales, un término aún usado por algunos autores (e.g. Blench 2001). Algunos autores consideran que las lenguas Ka-Togo junto con las lenguas Na-Togo forman un grupo, pero la opinión mayoritaria es tratarlas como dos ramas independientes dentro del grupo kwa.

### Lenguas del grupo
|       | Nombre       | Autónimos  | Autónimos |
| Etnia | Nombre       | Lengua     |           |
| ----- | ------------ | ---------- | --------- |
| Ka    | Avatime      | Ke-dane-ma | Sì-yà     |
| Ka    | Nyangbo      | Batrugbu   | Tùtrùgbù  |
| Ka    | Tafi         | Bàgbɔ̀      | Tɛ̀gbɔ̀     |
| Ka    | Ikposo       | Akpɔsɔ     | Ikpɔsɔ    |
| Ka    | Bowiri, Tora | Bawuli     | Tuwuli    |
| Ka    | Ahlon        |            | Igo       |
| Ka    | Akebu        | əkpəβə     | Kᵼkpəkə   |
| Ka    | Animere      |            | Animere   |

## Descripción lingüística
Las lenguas Na-Togo, así como las lenguas Ka-Togo, tienen características típicas de las lenguas Níger-Congo como la presencia de clases nominales, esta retención del sistema es original dado que muchas lenguas circundantes han perdido o erosinado en gran medida dicho sistema que actualmente es solo residual. Todas las lenguas Na-Togo son lenguas tonales y la mayoría tienen sistemas vocálicos formados por nueve o diez unidades fonológicamente distintivas, que entran en juegos de sinarmonía vocálica basada en el rasgo ATR. Tanto el ewe como el twi, las lenguas principales de la región han influido notablemente en estas lenguas.

## Comparación léxica
Los numerales reconstruidos para diferentes grupos de lenguas Ka-Togo son:
| GLOSA | Avatime-Nyangbo | Avatime-Nyangbo | Avatime-Nyangbo | Ahlo-Kposo | Ahlo-Kposo  | Ahlo-Kposo      | Animere-Akebu | Animere-Akebu | PROTO- KA-TOGO |
| GLOSA | Avatime         | Nyangbo         | Tafi            | Ahlo (igo) | Kposo (uwi) | Tuwuli (bowiri) | Animere       | Akebu         | PROTO- KA-TOGO |
| ----- | --------------- | --------------- | --------------- | ---------- | ----------- | --------------- | ------------- | ------------- | -------------- |
| '1'   | ólè             | olié            | olí             | ili        | ɛ̀dɪ         | kédì            |               | ʈɛ́ì           | *-ɖɪ           |
| '2'   | ɔ́βà             | ɛbʰa            | ɪbʰa            | ìwà        | ɛ̀fʷà        | kɛ́ɛ́yá           |               | jí            | *-βa           |
| '3'   | ɔ́tà             | ɛtaé            | ɪtá             | ìtã        | ɛ̀la         | kààlɛ̀           |               | tā            | *-tãi          |
| '4'   | óné             | ɛlɛ             | ĩlĩ́             | àlã̀        | ɛ̀na         | kɛ́ɛ́ná           |               | nìə̀ə̀          | *-nã           |
| '5'   | óʧù             | etié            | ití             | ùtɔ        | ɛ̀tʊ         | kùùló           |               | tʊ̄ʊ̀           | *-tɔ           |
| '6'   | óglò            | holō            | holō            | ugo        | ɛ̀wlʊ        | kévũ̀            |               | kʊ̀rã̀ŋ         | *go-tɔ         |
| '7'   | glóelè          | ɡěneé           | ɡéné            | ùzòni      | ɛ̀wlʊdɪ      | kɛ́kɔ̀nɔ̀          |               | pīrìmātā      | *go-lo-ɖɪ      |
| '8'   | ɡɔ́tɔ́βà          | ansɛ            | asʊī            | ùmàlà      | ɛ̀lɛ         | kɛ̀ɛ̀lɛ̃̀           |               | nɛ̀ĩ̀ŋ          | *go-tɔ-βa      |
| '9'   | ɡɔ́tólé          | ʒitaé           | ʒitá            | úkàli      | ɛ̀lɛdɪ       | kàvèdí          |               | fã̀ŋʧẽ̄ŋʧẽ̄ŋ     | ?              |
| '10'  | líɔfɔ           | kɛfɔ            | kífɔ̄            | ɔ̀wú        | ìdʒo        | kùwà            |               | tə̀            | *-wo           |